# Lueng Gayo
Lueng Gayo is een bestuurslaag in het regentschap Aceh Jaya van de provincie Atjeh, Indonesië. Lueng Gayo telt 488 inwoners (volkstelling 2010).